# Pawłohrad (obwód ługański)
Pawłohrad (ukr. Павлоград) – osiedle na Ukrainie, w obwodzie ługańskim, w rejonie siewierodonieckim. W 2001 liczyło 181 mieszkańców.